# 神田風音
神田 風音（かんだ ふうね、1999年〈平成11年〉1月13日 - ）は、日本のアイドル、女性アイドルグループ『パラディーク』の元メンバー。
愛知県出身。かつて名古屋美少女ファクトリーに所属し、名古屋市のご当地女性アイドルグループ『dela』メンバー（4期生）として活動していた。

## 略歴
2016年〈平成28年〉、高校3年生のときに名古屋を拠点に活動するご当地アイドル『dela（デラ）』第4期生メンバーオーディションで選ばれて同年4月2日にデビュー。
2020年11月8日、同年12月30日にDIAMOND HALLで開催する単独ライブ『dela 21th Live「dela Clarity」』もってdelaを卒業することを発表した。
dela卒業後、2021年4月4日にPimm'sのメンバーだった新谷真由、delaで共働した近藤真琴らと共に5人組ユニット『パラディーク』を結成。2024年3月24日にグループ解散。

## 出演

### イメージキャラクター
- サカエゴーラウンド シルバーインフルエンサー[4]
- 公益社団法人名古屋青年会議所・年間サポーター[5]

### モデル
- 2019年 カネボウ「美ビッドスマイル」 - モデル・監修[6]

### MV
- MR.8『HELLO』 - メインキャスト[7]

### 雑誌
- ヤングチャンピオン（巻頭）[8]